# Amstel Gold Race femminile 2024
L'Amstel Gold Race femminile 2024, decima edizione della corsa, valida come dodicesima prova dell'UCI Women's World Tour 2024 (classe 1.WWT), si svolse il 14 aprile 2024 su un percorso di 101,4 km, con partenza da Maastricht e arrivo a Berg en Terblijt, nei Paesi Bassi. La vittoria andò all'olandese Marianne Vos, la quale completò il percorso in 2h35'02", alla media di 39,24 km/h, precedendo la connazionale Lorena Wiebes e la norvegese Ingvild Gåskjenn.
Sul traguardo di Berg en Terblijt 122 cicliste, delle 140 partite da Maastricht, portarono a termine la competizione.

## Squadre e corridori partecipanti
| N.      | Cod. | Squadra                   |
| ------- | ---- | ------------------------- |
| 1-6     | SDW  | Team SD Worx-Protime      |
| 11-16   | AGS  | AG Insurance-Soudal Team  |
| 21-26   | CSR  | Canyon-SRAM Racing        |
| 31-36   | FST  | FDJ-Suez                  |
| 41-46   | FED  | Fenix-Deceuninck          |
| 51-56   | HPH  | Human Powered Health      |
| 61-66   | LTK  | Lidl-Trek                 |
| 71-76   | LAJ  | Liv AlUla Jayco           |
| 81-86   | MOV  | Movistar Team             |
| 91-96   | CGS  | Roland                    |
| 101-106 | DFP  | Team DSM-Firmenich PostNL |
| 111-116 | TVL  | Team Visma-Lease a Bike   |

| N.      | Cod. | Squadra                    |
| ------- | ---- | -------------------------- |
| 121-126 | UAD  | UAE Team ADQ               |
| 131-136 | UXM  | Uno-X Mobility             |
| 141-146 | COF  | Cofidis Women Team         |
| 151-156 | EFC  | EF Education-Cannondale    |
| 161-166 | GKR  | GT Krush Rebellease Pro C. |
| 171-176 | VWT  | VolkerWessels Pro Cycling  |
| 183-186 | CHE  | Chevalmeire                |
| 191-196 | HCT  | Hess Cycling Team          |
| 201-206 | LPW  | Lifeplus Wahoo             |
| 211-216 | LDL  | Lotto Dstny Ladies         |
| 221-226 | PRO  | Proximus-Cyclis CT         |
| 231-236 | HPU  | Team Coop-Repsol           |

## Ordine d'arrivo (Top 10)
| Pos. | Corridore            | Squadra   | Tempo    |
| ---- | -------------------- | --------- | -------- |
| 1    | Marianne Vos         | Visma     | 2h35'02" |
| 2    | Lorena Wiebes        | SD Worx   | s.t.     |
| 3    | Ingvild Gåskjenn     | Liv AlUla | s.t.     |
| 4    | Pfeiffer Georgi      | DSM       | s.t.     |
| 5    | Elisa Longo Borghini | Lidl-Trek | s.t.     |
| 6    | Eleonora Gasparrini  | UAE       | s.t.     |
| 7    | Ashleigh Moolman     | AG-Soudal | s.t.     |
| 8    | Amber Kraak          | FDJ-Suez  | s.t.     |
| 9    | Yara Kastelijn       | Fenix     | s.t.     |
| 10   | Soraya Paladin       | Canyon    | s.t.     |